# Jari Tervo
Jari Kalevi Tervo, född 2 februari 1959 i Rovaniemi, är en finländsk författare och journalist. Han skriver lyrik, drama och prosaberättelser och är ett centralt namn i Finlands moderna litteratur.